# Cycle 5 de Pokémon
Chronologie
Cycle 4 Cycle 6
Pour des articles plus généraux, voir Pokémon, la série et Liste des épisodes de Pokémon.
Le cinquième cycle de la série télévisée Pokémon, officiellement nommé Pokémon XY en Occident, regroupe les saisons 17 à 19 de cet anime, adaptées des jeux vidéo Pokémon X et Y et diffusées au Japon entre 2013 et 2016. Ce cycle narre les aventures de Sacha à travers Kalos ; il est accompagné par Serena, Lem et Clem.

## Découpage
Le cinquième cycle est composé de trois saisons :
- Saison 17 : XY : 49 épisodes[N 1]
- Saison 18 : XY : La Quête de Kalos : 44 épisodes
- Saison 19 : XYZ : 47 épisodes[N 2]

## Personnages
- Sacha
- Serena
- Lem
- Clem

## Liste des épisodes
- Épisode supprimé
- Épisode annulé
- Épisode décalé
- Épisode ajouté

### XY
| No  | Titre français                                | Titre japonais                                           | Titre japonais                                               | Date de 1re diffusion |
| No  | Titre français                                | Kanji                                                    | Rōmaji                                                       | Date de 1re diffusion |
| --- | --------------------------------------------- | -------------------------------------------------------- | ------------------------------------------------------------ | --------------------- |
| 800 | Kalos, où les rêves et aventures commencent ! | カロス地方にやってきた！夢と冒険のはじまり!!             | Karosu-chihō ni Yattekita! Yume to Bōken no Hajimari!!       | 17 octobre 2013       |
| 801 | Poursuite à Illumis !                         | メガシンカとプリズムタワー！                             | Mega Shinka to Purizumu Tawā!                                | 17 octobre 2013       |
| 802 | Un combat de mobilité aérienne !              | ケロマツVSヤヤコマ！空中機動バトル!!                     | Keromatsu Bui Esu Yayakoma! Kūchūkidō                        | 24 octobre 2013       |
| 803 | Une amitié électrisante !                     | ピカチュウとデデンネ！ほっぺすりすり!!                   | Pikachū to Dedenne! Hoppesurisuri!!                          | 31 octobre 2013       |
| 804 | Le redoutable combat d'arène de Neuvartault ! | ハクダンジム戦！華麗なるビビヨンの舞バトル!!             | Hakudan Jimu Sen! Kareinaru Bibiyon no Mai Batoru!!          | 7 novembre 2013       |
| 805 | Un combat glissant !                          | 氷上決戦！ピカチュウVSビビヨン!!                         | Hyōjō Kessen! Pikachū Tai Bibiyon!!                          | 14 novembre 2013      |
| 806 | Une course trépidante de Rhinocorne !         | セレナにおまかせ!?激走サイホーンレース！                 | Serena ni Omakase!? Gekisō Saihōn Rēsu!                      | 21 novembre 2013      |
| 807 | Un toiletteur pour Couafarel !                | ポケモントリマーとトリミアン！                           | Pokemon Torimā to Torimian!                                  | 28 novembre 2013      |
| 808 | Le secret de Lem !                            | ミアレジム攻略！シトロンの秘密!!                         | Miare Jimu Kōryaku! Shitoron no Himitsu!!                    | 5 décembre 2013       |
| 809 | Mega-Mega-Miaouss en folie !                  | ハリマロンVSメガメガニャース!!                           | Harimaron Tai Mega Mega Nyāsu!!                              | 12 décembre 2013      |
| 810 | Une forêt de bambous pleine de surprises !    | 竹林の追跡！ヤンチャムとゴロンダ!!                       | Chikurin no Tsuiseki! Yanchamu to Goronda!!                  | 19 décembre 2013      |
| SP  | Pokémon XY - Spécial Nouvel An !              | 完全マスター！ポケモンXYスペシャル                       | ?                                                            | 31 décembre 2013      |
| 811 | Comment capturer un escroc Pokémon !          | ポケモンバイヤーを捕まえろ！コフーライ偽装作戦!!         | Pokemon Baiyā wo tsukamero! Kofūrai Gisō Sakusen!!           | 9 janvier 2014        |
| 812 | Chaos à la maternelle !                       | ニンフィアVSケロマツ！幼稚園は大さわぎ!!                 | Ninfia Tai Keromatsu! Yōchien wa Ōsawagi!!                   | 16 janvier 2014       |
| 813 | À l'abri de l'orage !                         | ぶきみな雨宿り！ニャスパーは見ていた!!                   | Bukimi na Amayadori! Nyasupā wa Miteita!!                    | 30 janvier 2014       |
| 814 | Un gros appétit pour le combat !              | ハリマロンVSマフォクシー！ダイエットバトル!?             | Harimaron Bui Esu Mafokushī! Daietto Batoru!?                | 6 février 2014        |
| 815 | Un échange électrique !                       | デデンネがピチューでピチューがデデンネで…!?              | Dedenne ga Pichū de Pichū ga Dedenne de...!?                 | 13 février 2014       |
| 816 | Le savoir du Ninja !                          | ケロマツ対ゲコガシラ！忍者バトル!!                       | Keromatsu Tai Gekogashira! Ninja Batoru!!                    | 20 février 2014       |
| 817 | Le réveil du pionceur géant !                 | カビゴンを起こせ！パルファム宮殿でバトルです!!           | Kabigon o Okose! Parufamu Kyūden de Batoru Desu!!            | 27 février 2014       |
| 818 | Conspiration pour la conquête !               | マダムＸの陰謀！恐怖のカラマネロ!!                       | Madamu Ekkusu no Inbō! Kyōfu no Karamanero!!                 | 13 mars 2014          |
| 819 | Combats pour un titre de noblesse !           | 挑戦バトルシャトー！ビオラVSザクロ!!                     | Chōsen Batoru Shatō! Biora Bui Esu Zakuro!!                  | 20 mars 2014          |
| 820 | Pokévision en direct, ça tourne !             | デビューです！セレナとフォッコでポケビジョン！！         | Debyū desu! Serena to Fokko de Pokebijon!!                   | 27 mars 2014          |
| SP  | Pokémon : Méga-Évolution Ⅰ                    | 最強メガシンカ～Act Ⅰ (アクトワン)～                     | Saikyō Megashinka ~Act Ⅰ (アクトワン)~                       | 3 avril 2014          |
| 821 | La ruée vers l'or !                           | 黄金のコイキングを釣り上げろ!!                           | Ōgon no Koikingu o Tsuriagero!!                              | 10 avril 2014         |
| 822 | Retour vers le froid !                        | オーロラの絆！アマルスとアマルルガ!!                     | Ōrora no Kizuna! Amarurusu to Amaruruga!!                    | 17 avril 2014         |
| 824 | Un combat à grimper aux murs !                | ショウヨウジム戦！ピカチュウ対チゴラス!!                 | Shōyō Jimu-sen! Pikachū Tai Chigorasu!!                      | 24 avril 2014         |
| 825 | Un tout autre genre de combat !               | ペロッパフとペロリーム!!甘い戦いはあまくない!?           | Peroppafu to Perorīmu!! Amai Tatakai wa Amakunai!?           | 8 mai 2014            |
| 826 | À la recherche de la Fleur Fée !              | フラベベと妖精の花！                                     | Furabebe to Yōsei no Hana                                    | 15 mai 2014           |
| 827 | Les liens de l'évolution !                    | チャンピオン・カルネ登場！霧の中のメガサーナイト!!       | Chanpion Karune Tōjō! Kiri no Naka no Mega Sānaito!!         | 22 mai 2014           |
| 828 | Les sosies diaboliques !                      | ジャジャーン！ニセ サトシ現る!!                          | Jajān! Nise Satoshi Arawaru!!                                | 29 mai 2014           |
| 829 | Méga-révélations !                            | コルニとルカリオ！メガシンカの秘密！！                   | Koruni to Rukario! Megashinka no Himitsu!!                   | 29 mai 2014           |
| 830 | La grotte des épreuves !                      | ルカリオVSバシャーモ！試練の洞窟！！                     | Rukario Tai Bashāmo! Shiren no Dōkutsu!!                     | 5 juin 2014           |
| 831 | Une aura orageuse !                           | メガルカリオ対メガルカリオ！波導の嵐！！                 | Mega Rukario Tai Mega Rukario! Hadō no Arashi!!              | 12 juin 2014          |
| 832 | Un appel traverse l'aura !                    | 呼び合う心！波導のむこうへ！！                           | Yobiau Kokoro! Hadō no Mukō e!!                              | 19 juin 2014          |
| 833 | Les liens de la méga-évolution !              | メガルカリオ対メガクチート！メガシンカの絆！！           | Mega Rukario Tai Mega Kuchīto! Megashinka no Kizuna!!        | 3 juillet 2014        |
| 834 | Les héros de la forêt !                       | 森のチャンピオン！ルチャブル登場！！                     | Mori no Chanpion! Ruchaburu Tōjō!                            | 10 juillet 2014       |
| 835 | Combats aériens !                             | スカイバトル！？ルチャブル対ファイアロー！！             | Sukai Batoru!? Ruchaburu Tai Faiarō!!                        | 24 juillet 2014       |
| 836 | La grotte miroitante !                        | うつしみの洞窟！鏡の国のサトシとサトシ！？               | Utsushimi no Dōkutsu! Kagami no Kuni no Satoshi to Satoshi!? | 31 juillet 2014       |
| 837 | Une amitié née dans la forêt !                | 蠢く森のオーロット！                                     | Ugomeku Mori no Ōrotto!                                      | 7 août 2014           |
| 838 | Un été de découvertes !                       | ポケモン・サマーキャンプ！ライバル三人組登場！！         | Pokemon Samā Kyanpu! Raibaru Sanningumi Tōjō!!               | 14 août 2014          |
| 839 | Les stars du troisième jour !                 | セレナＶＳサナ！ポケビジョン対決！！                     | Serena Bui Esu Sana! Pokebijon Taiketsu!!                    | 21 août 2014          |
| 840 | Course d'orientation dans le brouillard !     | ポケエンテーリング！霧の中のＸ！！                       | Pokeentēringu! Kiri no Naka no Ekkusu!!                      | 28 août 2014          |
| 841 | Un dernier combat pour entrer au panthéon !   | チームバトル！殿堂入り決戦！！                           | Chīmu Batoru! Dentōiri Kessen!!                              | 4 septembre 2014      |
| 842 | L'origine de la Méga-évolution !              | マスタータワー！メガシンカの歴史！！                     | Masutā Tawā! Megashinka no Rekishi!                          | 18 septembre 2014     |
| 843 | Danse à l'arène de Yantreizh !                | シャラジム戦！ピカチュウVSメガルカリオ！！               | Shara Jimu Sen! Pikachū Bui Esu Mega Rukario!!               | 25 septembre 2014     |
| 844 | Le combat des héritiers !                     | シトロン対ユリーカ！？ニャオニクスできょうだいバトル！！ | Shitoron Tai Yurīka!? Nyaonikusu de Kyōdai Batoru!!          | 2 octobre 2014        |
| 845 | Les exploits d'un grand maladroit !           | どじっこプクリンVS暴走ボーマンダ！！                     | Dojikko Pukurin Bui Esu Bōsō Bōmanda!!                       | 9 octobre 2014        |
| 846 | Un rêve d'artiste !                           | セレナ、初ゲット！？ヤンチャムVSフォッコ！！             | Serena, Hatsu Getto!? Yanchamu Bui Esu Fokko!!               | 16 octobre 2014       |
| 847 | Une ancienne école et un vieil ami !          | シトロン、想い出のキャンパス！電撃の再会！！             | Shitoron, Omoide no Kyanpasu! Dengeki no Saikai!!            | 23 octobre 2014       |
| 848 | Clem et les forces de défense !               | 出動ラプラス防衛隊！ユリーカがんばる！！                 | Shutsudō Laplace bōei-tai!! Eureka ganbaru!!                 | 30 octobre 2014       |

### XY: La Quête de Kalos
| No  | Titre français                                                       | Titre japonais                                                       | Titre japonais                                                  | Date de 1re diffusion |
| No  | Titre français                                                       | Kanji                                                                | Rōmaji                                                          | Date de 1re diffusion |
| --- | -------------------------------------------------------------------- | -------------------------------------------------------------------- | --------------------------------------------------------------- | --------------------- |
| SP  | Pokémon : Méga-Évolution II                                          | 最強メガシンカ～Act Ⅱ (アクトツー)～                                 | Saikyō Megashinka ~Akuto Tsū~                                   | 6 novembre 2014       |
| 849 | Une collaboration fructueuse !                                       | 踊れヤンチャム、魅せろフォッコ！明日へのステップ！！                 | Odore Yancham, misero Fokko! Asu e no step!!                    | 13 novembre 2014      |
| 823 | Une maison sous-marine !                                             | 海底の城！クズモーとドラミドロ！！                                   | Kaitei no Shiro! Kuzumō to Doramidoro!!                         | 20 novembre 2014      |
| 850 | Quand Sombre affronte Étincelant !                                   | ルチャブルとダークルチャブル！                                       | Luchabull to Dark Luchabull!                                    | 27 novembre 2014      |
| 851 | Un défi digne d'un ninja !                                           | 忍法対決！ゲコガシラ対ガメノデス！！                                 | Ninpō taiketsu! Gekogashira tai Gamenodes!!                     | 11 décembre 2014      |
| 852 | Une course vers l'avenir !                                           | セレナの本気！激走メェークルレース！！                               | Serena no honki! Gekisō Meecle race!!                           | 18 décembre 2014      |
| 853 | Le plan grandiose des Sepiatroce !                                   | カラマネロ対マーイーカ ！絆は世界を救う！！                          | Calamanero tai Maaiika! Kizuna wa sekai wo sukuu!!              | 25 décembre 2014      |
| SP  | Pokémon - Spécial présentation complète des Pokémon légendaires !    | ポケットモンスター 伝説のポケモン一挙見せますSP                      |                                                                 | 31 décembre 2014      |
| SP  | Pokémon XY - Spécial 1 heure Nouvel An !                             | ポケットモンスターXY 1時間スペシャル                                 |                                                                 | 31 décembre 2014      |
| 854 | Une rencontre un peu gluante !                                       | 最弱のドラゴン！ヌメラ登場！！                                       | Saijaku no dragon! Numera tōjō!!                                | 8 janvier 2015        |
| 855 | Un défenseur pour Mucuscule !                                        | デデンネがんばる！ヌメラのために！！                                 | Dedenne ganbaru! Numera no tame ni!!                            | 15 janvier 2015       |
| 856 | Un hiver inattendu !                                                 | バニプッチ・パニック！ホワイトアウトはこおりごおり！！               | Vanipeti Panic! Whiteout wa koorigoori!!                        | 22 janvier 2015       |
| 857 | Une Arène végétale pour des Pokémon Plante                           | ヒヨクジム戦！ゲコガシラVSゴーゴート！！                             | Hiyoku Gym sen! Gekogashira VS Gogoat!!                         | 29 janvier 2015       |
| 858 | Sous l'Arbre de l'Engagement !                                       | サトシとセレナの初デート！誓いの樹とプレセント！！                   | Satoshi to Serena hatsu date!? Chikai no ki to present!!        | 5 février 2015        |
| 859 | Début au Salon !                                                     | 目指せカロスクイン！セレナ、デビューです！！                         | Mezase Kalos Queen! Serena, debut desu!!                        | 12 février 2015       |
| 860 | L'oasis de l'espoir !                                                | 荒野の決闘！戦えヌメラ！！                                           | Kōya no Kettō! Tatakae Numera!!                                 | 19 février 2015       |
| 861 | Le moment où la détermination va ouvrir la voie !                    | サイエンスの未来を守れ！電気の迷宮！！                               | Saiensu no Mirai o Mamore! Denki no Meikyū!!                    | 26 février 2015       |
| 862 | Aux croisements des routes... C'est là que les chemins se séparent ! | 迷い道は分かれ道！？ムサシとソーナンス！！                           | Mayoimichi Wakaremichi!? Musashi to Sōnansu!!                   | 5 mars 2015           |
| 863 | Combattre avec élégance et avec le sourire !                         | はフォッコVSマフォクシー！華麗なるパフォーマンスバトル！！           | Fokko VS Mafokushī! Karei Naru Pafōmansu Batoru!!               | 12 mars 2015          |
| SP  | Pokémon : Méga-Évolution III                                         | 最強メガシンカ～Act Ⅲ (アクトスリー)～                               | Saikyō Megashinka ~Akuto Surī~                                  | 19 mars 2015          |
| 864 | Les meilleurs des amis, pour le meilleur des entraînements !         | カメール、ライチュウ登場！ヌメイルがんばる！！                       | Kamēru, Raichuu Tōjō! Numeiru Ganbaru!!                         | 26 mars 2015          |
| 865 | Un combat contre les ténèbres !                                      | ミアレシティ走査線！シトロイド対ブラック・シトロイド！！             | Miare Shiti Sōsasen! Shitoroido tai Burakku Shitoroido!!        | 2 avril 2015          |
| 866 | L'heure de vérité à Illumis !                                        | ミアレジム戦！サトシVSシトロン！！                                   | Miare Jimu Sen! Satoshi VS Shitoron!!                           | 9 avril 2015          |
| 867 | Le Méga-Lien de Carchacrok !                                         | 狙われたメガシンカ！ガブリアスの絆！！                               | Neraware ta Megashinka! Gaburiasu no Kizuna!!                   | 16 avril 2015         |
| 868 | Muplodocus et l'attaque du marais !                                  | 湿地帯の戦い！ヌメルゴン対フラージェス！！                           | Shicchi tai no Tatakai! Numerugon tai Furājesu!!                | 23 avril 2015         |
| 869 | Après la pluie, le beau temps !                                      | 決着！ヌメルゴン虹の彼方へ！！                                       | Kecchaku! Numerugon Niji no Kanata e!!                          | 30 avril 2015         |
| 870 | Une journée qui s'annonce mal !                                      | 運勢最悪? ユリーカ対ニャース！！                                     | Unsei Saiaku? Yurīka tai Nyāsu!!                                | 7 mai 2015            |
| 871 | Une hospitalité terrifiante !                                        | こわいイエのおもてなし！                                             | Kowaiie no Omotenashi!                                          | 14 mai 2015           |
| 872 | Un combat à la mode !                                                | ファッションショーでバトルです！タツベイVSシュシュプ！！             | Fasshonshō de Batoru desu! Tatsubei VS Shushupu!!               | 21 mai 2015           |
| 873 | Les Pokémon Fée ont plus d'un tour dans leur sac !                   | クノエジム戦！美しきフェアリーの罠！！                               | Kunoe Jimu Sen! Utsukushiki Fearī no Wana! !                    | 28 mai 2015           |
| 874 | Adversaires un jour, adversaires toujours !                          | ライバルバトル３本勝負！ 明日に向かって！！                          | Raibaru Batoru San hon Shōbu! Ashita ni Mukatte!!               | 4 juin 2015           |
| 875 | L'heure de l'envol !                                                 | 風とタマゴとオンバット！                                             | Kaze to Tamago to Onbatto!                                      | 11 juin 2015          |
| 876 | Un relais dans le ciel !                                             | 挑戦ポケモンスカイリレー！飛べ、オンバット！！                       | Chōsen Pokemon Sukai Rirē! Tobe, Onbatto!!                      | 18 juin 2015          |
| 877 | Du rififi à l'usine de Pokéball !                                    | 激闘モンスターボール工場！ピカチュウVSニャース！！                   | Gekitō Monsutā Bōru Kōjō! Pikachuu VS Nyāsu!!                   | 25 juin 2015          |
| 878 | Une prestation flamboyante !                                         | テールナーとヤンチャム！！魅せろ炎のパフォーマンス！！               | Tērunā to Yanchamu!! Misero Honoo no Pafōmansu!!                | 2 juillet 2015        |
| 879 | Le souhait de Motisma !                                              | 時をかけるサトシ！ロトムの願い！！                                   | Toki o Kakeru Satoshi! Rotomu no Negai!!                        | 9 juillet 2015        |
| 880 | Échange au festival ! Le festival des adieux ?                       | パンプジンフェスティバル！さよならバケッチャ！?                      | Panpujin Fesutibaru! Sayonara Bakeccha!?                        | 23 juillet 2015       |
| 881 | Par-dessus les montagnes enneigées !                                 | 雪山をこえて！マンムーとユキノオー！！                               | Yukiyama o Koete! Manmū to Yukino ō!!                           | 30 juillet 2015       |
| 882 | Une petite course et une grande aventure !                           | ハリマロン ！はじめてのつかい！！                                    | Harimaron! Hajimete no o Tsukai!!                               | 13 août 2015          |
| 883 | Une branche trop précieuse !                                         | 折れた小枝、折れた心！テールナーの強い思い！！                       | Ore ta sae Ore ta Kokoro! Tērunā no Tsuyoki Omoi!!              | 20 août 2015          |
| 884 | Un photographe légendaire !                                          | シャッターチャンスはファイヤー ！伝説を撮れ！！                      | Shattā Chansu wa Faiyā! Densetsu o Tore!!                       | 27 août 2015          |
| 885 | La petit dresseuse !                                                 | ユリーカお世話です！甘えん坊のチゴラス！！                           | Yurīka Osewa desu! Amaenbō no Chigorasu!!                       | 10 septembre 2015     |
| 886 | Un train vers le passé !                                             | 追憶のトレイン！シトロンとホルビー！！                               | Tsuioku no Torein! Shitoron to Horubī!!                         | 17 septembre 2015     |
| 887 | Une jolie rencontre au milieu des fleurs !                           | イーブイはひとみしり！？お花畑でつかまえて！！                       | Iibui wa Hito Mishiri!? Ohanabatake de Tsukamae te!!            | 24 septembre 2015     |
| 888 | Pikachu en vedette !                                                 | ピカチュウはスター！？ 映画デビュー！！                              | Pikachu wa sutā! ? Eiga debyū!!Pikachu wa sutā! ? Eiga debyū!!  | 18 juin 2015          |
| 889 | Un combat en double très inspiré !                                   | タッグバトルは友情バトル！イーブイ初参戦！！                         | Taggu batoru wa Yūjō Batoru! ībui Hatsu Sansen!!                | 1er octobre 2015      |
| 890 | Questions pour une artiste !                                         | ハッピーダンスはクイズのあとで！？トライポカロン・ヒャッコク大会！！ | Happī Dansu wa Kuizu no Ato de!? Toraipokaron Hyakkoku Taikai!! | 8 octobre 2015        |
| 891 | Obscur destin, futur lumineux !                                      | カロスの危機！巨大日時計の戦い！！                                   | Karosu no Kiki! Kyodai Hidokei no Tatakai!!                     | 15 octobre 2015       |
| 892 | Le regard tourné vers l'avenir !                                     | ヒャッコクジムのダブルバトル！ゴジカの未来予知！！                   | Hyakkokujimu no Daburu Batoru! Gojika no Mirai Yochi!!          | 22 octobre 2015       |

### XYZ
| No  | Titre français                                                                   | Titre japonais                                           | Titre japonais                                                    | Date de 1re diffusion |
| No  | Titre français                                                                   | Kanji                                                    | Rōmaji                                                            | Date de 1re diffusion |
| --- | -------------------------------------------------------------------------------- | -------------------------------------------------------- | ----------------------------------------------------------------- | --------------------- |
| SP  | Pokémon : Méga-Évolution IV                                                      | 最強メガシンカ～Act Ⅳ (アクトフォー)～                   | Saikyō Megashinka ~Akuto Fō~                                      | 29 octobre 2015       |
| 893 | De A à Z !                                                                       | Z爆誕！カロスに潜む者！！                                | Z Bakutan! Karosu ni Hisomu Mono!!                                | 29 octobre 2015       |
| 894 | Un amoureux pour Évoli !                                                         | 熱血ハリボーグ！狙われたプニちゃん！！                   | Nekketsu Haribōgu! Nerawareta Puni-chan!!                         | 5 novembre 2015       |
| 895 | Un giga-combat, pour de méga-résultats !                                         | メガタブンネVSギガギガニャース！！                       | Mega Tabunne VS Giga Giga Nyāsu!!                                 | 12 novembre 2015      |
| 896 | Un rite de passage flamboyant !                                                  | シシコとカエンジシ！炎の旅立ち！！                       | Shishiko to Kaenjishi! Honō no tabidachi!!                        | 19 novembre 2015      |
| 897 | Fais un petit rêve pour moi !                                                    | ピカチュウ、プニちゃんの夢を見る！                       | Pikachu, Puni-chan no yume o miru!                                | 26 novembre 2015      |
| 898 | La légende du héros ninja !                                                      | ようこそ忍者村へ！英雄ゲッコウガの伝説！！               | Yōkoso ninja-mura e! Eiyū Gekkouga no densetsu!!                  | 3 décembre 2015       |
| 899 | Un festival décisif !                                                            | 忍者村決戦！ゲコガシラ対キリキザン！！                   | Ninja-mura kessen! Gekogashira tai Kirikizan!!                    | 10 décembre 2015      |
| 900 | Une gracieuse débutante !                                                        | 踊れイーブイ！トライポカロン･デビュー！！                | Odore Ībui! ToraiPokaron Debyū!!                                  | 17 décembre 2015      |
| 901 | Rencontre dans la grotte Coda !                                                  | ついの洞窟！動き出したZの謎！！                          | Tsui no Dōkutsu! Ugokidashita Z no Nazo!!                         | 24 décembre 2015      |
| 902 | Une connexion cellulaire !                                                       | ユリーカとプニちゃん！                                   | Yurīka to Puni-chan !                                             | 14 janvier 2016       |
| 903 | Sur les ailes du vent !                                                          | オンバットとフラエッテ！風の中のめぐりあい！！           | Onbatto to Furaette! Kaze no naka no Meguriai!!                   | 21 janvier 2016       |
| 904 | Une soirée pas comme les autres !                                                | サトシとセレナ！ダンスパーティでゲットだぜ！！           | Satoshi to Serena! Dansu Pāti de Gettoda ze!!                     | 28 janvier 2016       |
| 905 | Voyages croisés !                                                                | 最強メガバトル！ゲッコウガVSメガリザードン！！           | Saikyō megabatoru! Gekkouga tai Mega-Rizādon!!                    | 4 février 2016        |
| 906 | Une opération explosive !                                                        | 爆裂グランドフォース！ジガルデ捕獲作戦！！               | Bakuretsu Gurando Fōsu! Jigarude hokaku sakusen!!                 | 11 février 2016       |
| 907 | La source prisonnière !                                                          | 荒野のブリガロン！木を植えるロボン！！                   | Kōya no Burigaron ! Ki o ueru Robon!!                             | 18 février 2016       |
| 908 | En route pour l'épreuve des élues !                                              | マスタークラスへの試練！どうするセレナ！？               | Masutā Kurasu e no shiren! Dōusu ru Serena!?                      | 25 février 2016       |
| 909 | Une colère éléctrisante!                                                         | サンダーとオンバーン！怒りの雷撃！！                     | Sandā to Onbān! Ikari no raigeki!!                                | 3 février 2016        |
| 910 | Une confiance à déverouiller !                                                   | レフトとライト！揺れる心のカメテテ！！                   | Refuto to Raito! Yureru kokoro no kametete!!                      | 10 février 2016       |
| 911 | Que l'épreuve des élues commence !                                               | マスタークラス開幕！火花散る乙女の激闘！！               | Masutā Kurasu kaimaku! Hibana chiru otome no Gekitō!!             | 17 février 2016       |
| 912 | Une artiste tournée vers l'avenir !                                              | エルVSセレナ！開け未来への扉！！                         | Eru tai serena! Ake mirai e no Tobira!!                           | 24 février 2016       |
| 913 | Une encombrante amie!                                                            | シトロンの花嫁！？ユリーカのシルブプレパニック！！       | Shitoron no Hanayome!? Yurīka no shiru bu pure panikku!!          | 7 avril 2016          |
| 914 | Serena devient Sacha !                                                           | セレナ、サトシになる！最強ピカチュウ対決！！             | Serena, Satoshi ni naru! Saikyō Pikachu taiketsu!!                | 14 avril 2016         |
| 915 | Sacha et Alain ! Amphinobi contre Méga-Dracaufeu, la revanche !                  | サトシとアラン！ゲッコウガＶＳメガリザードンふたたび！！ | Satoshi to Aran! Gekkouga tai Mega-Rizādon futatabi!!             | 21 avril 2016         |
| 916 | La malédiction de la forêt et Brocélôme blanc !                                  | 森の呪いと白いボクレー！                                 | Mori no noroi to Shiroi bokurē!                                   | 28 avril 2016         |
| 917 | Sacha contre le maître Dianthéa et son Méga-Gardevoir !                          | サトシ対チャンピオン・カルネ！ＶＳメガサーナイト！！     | Satoshi tai Chanpion Karune! Tai Mega-Sānaito!!                   | 5 mai 2016            |
| 918 | Confrontation des rivaux ! Sacha contre Liam !                                   | ライバル対決！サトシVSショータ！！                       | Raibaru Taiketsu! Satoshi tai Shota!!                             | 12 mai 2016           |
| 919 | Combat d'arène d'Auffrac-les-Congères ! Terrain de glace !                       | エイセツジム戦！氷のバトルフィールド！！                 | Eisetsu Jimu-sen! Kōri no batorufīrudo!!                          | 19 mai 2016           |
| 920 | La forêt de l'hésitation... L'aube de l'évolution !                              | 迷いの森…進化の夜明け！                                  | Mayoi no Mori... Shinka no yoake!                                 | 26 mai 2016           |
| 921 | Sachanobi contre Méga-Blizzaroi ! Activation du shuriken géant !                 | サトシゲッコウガVSメガユキノオー！発動巨大水手裏剣！！   | Satoshi-Gekkouga tai Mega-Yukinoō! Hatsudō kyodai mizu shuriken!! | 2 juin 2016           |
| 922 | Cherchez Strassie ! Muplodocus et Dedenne !                                      | メレシーを探せ！ヌメルゴンとデデンネ！！                 | Mereshī o sagase! Numerugon to deden'ne!!                         | 9 juin 2016           |
| 923 | La chaleur explosive du festival mécanique !                                     | 爆熱の機巧フェスティバル！                               | Bakunetsu no Kikō Fesutibaru!                                     | 16 juin 2016          |
| 924 | Le début de la Ligue de Kalos ! Confrontation des Méga-Dracaufeu, X contre Y !   | カロスリーグ開幕！メガリザードン対決・X対Y！！           | Karosu Rīgu kaimaku ! Mega-Rizādon Taikestu X tai Y!!             | 30 juin 2016          |
| 925 | Méga-Jungko contre Raichu ! Je vais prendre l'expérience !                       | メガジュカイン対ライチュウ！経験値いただきます！！       | Mega-Jukain tai Raichu ! Keikenchi Itadakimasu!!                  | 7 juillet 2016        |
| 926 | La demi-finale en combat complet ! Sacha contre Liam !                           | 準決勝フルバトル！サトシ対ショータ！！                   | Jun Kesshō Furu Batoru! Satoshi tai Shota!!                       | 21 juillet 2016       |
| 927 | Combat décisif entre rivaux ! Sachanobi contre Méga-Jungko !                     | ライバル決戦！サトシゲッコウガVSメガジュカイン！！       | Raibaru Kessen! Satoshi Gekkouga tai Mega-Jukain!!                | 28 juillet 2016       |
| 928 | Combat féroce à la ligue de Kalos ! C'est le moment de réunir toute ma passion ! | 激闘カロスリーグ！集え、すべての熱き想いよ！！           | Gekitō Karosu Rīgu! Tsudoe, Subete no Atsuki Omoi yo!!            | 4 août 2016           |
| 929 | La Finale ! Sacha contre Alain !                                                 | 決勝戦！サトシ対アラン！！                               | Kesshōsen! Satoshi tai Aran!!                                     | 11 août 2016          |
| 930 | Victoire à la ligue de Kalos ! La plus grande bataille décisive de Sacha !       | カロスリーグ優勝！サトシ頂上決戦！！                     | Karosu Rīgu Yūshō! Satoshi Chōjō Kessen!!                         | 18 août 2016          |
| 931 | Team Flare attaque ! Zygarde de la tour Prismatique !                            | 襲撃フレア団！プリズムタワーのジガルデ！！               | Shūgeki Furea-dan! Purizumu Tawā no Jigarude!!                    | 25 août 2016          |
| 932 | Le bouleversant Zygarde contre Zygarde ! Le monde s'écroule !                    | 衝撃ジガルデ対ジガルデ！壊れゆく世界！！                 | Shōgeki Jigarude tai Jigarude! Kowareyuku Sekai!!                 | 1er septembre 2016    |
| 933 | L'assaut de l'arène d'Illumis ! Lemrobot pour toujours !                         | 突撃ミアレジム！シトロイドよ永遠に！！                   | Totsugeki Miare-Jimu! Shitoroido yo Eien ni!!                     | 8 septembre 2016      |
| 934 | La pierre géante légendaire en mouvement ! La ligne de défense de Kalos !        | 進撃する巨石！カロス防衛線！！                           | Shingeki suru kyoseki! Karosu bōei-sen!!                          | 15 septembre 2016     |
| 935 | Zygarde contre-attaque ! Combat final à Kalos !                                  | 反撃のジガルデ！カロス最終決戦！！                       | Hangeki no Jigarude! Karosu saishū kessen!!                       | 15 septembre 2016     |
| 936 | Retour à zéro ! La décision de Lem !                                             | はじまりはゼロ！シトロンの決断！！                       | Hajimari wa zero! Shitoron no ketsudan!!                          | 6 octobre 2016        |
| 937 | Dernier combat avec Sacha ! La choix de Serena !                                 | サトシとラストバトル！セレナの選択！！                   | Satoshi to rasuto batoru! Serena no Sentaku!!                     | 13 octobre 2016       |
| 938 | Adieu Sachanobi ! Xanthin contre-attaque !                                       | さらばサトシゲッコウガ！クセロシキの逆襲！！             | Saraba Satoshi-Gekkouga! Kuseroshiki no Gyakushū!!                | 20 octobre 2016       |
| 939 | Au revoir... Jusqu'à notre prochain combat !                                     | 終わりなきゼロ！ また逢う日まで！！                      | Owarinaki Zero! Mata au hi made!!                                 | 27 octobre 2016       |
| SP  | La légende de XYZ                                                                | XYZの伝説！                                              | Ekkusu Wai Zetto no Densetsu!                                     | 3 novembre 2016       |
| SP  | Le duo puissant ! Lem et Rachid !!                                               | 最強の二人！シトロンとデント！！                         | Saikyō no Futari! Shitoron to Dento                               | 10 novembre 2016      |